# Stade du 28-Septembre
Le stade du 28-Septembre est la principale enceinte sportive de Guinée. Il est situé à Conakry et a une capacité estimée à 25 000 places.
Construit au début des années soixante, le stade du 28-Septembre accueille les rencontres internationales de l'Équipe nationale de football. C'est le seul stade digne de ce nom en Guinée; il est donc également partagé entre plusieurs clubs de la capitale.

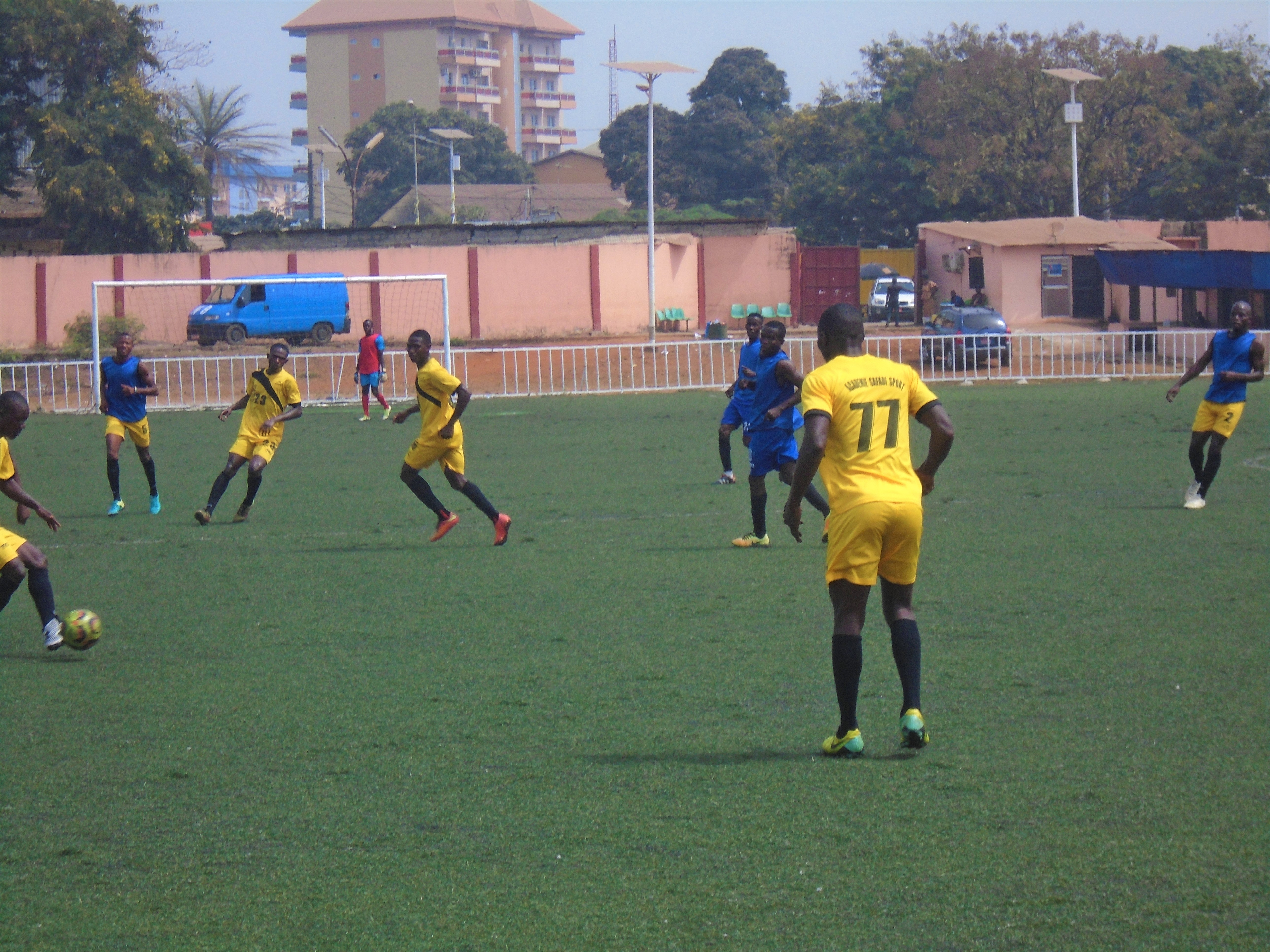
Stade Annexe 28 septembre

La dénomination du stade fait référence à la date du Référendum sur la Constitution du 28 septembre 1958, date du référendum sur la Communauté française rejeté par la Guinée et qui mena à son indépendance.

## Clubs résidents
| Club         | Discipline |
| ------------ | ---------- |
| Horoya AC    | Football   |
| Hafia FC     | Football   |
| Satellite FC | Football   |

## Événements
1. la fête du 02 octobre 2018[1]

## Massacres du 28 septembre 2009
Le 28 septembre 2009, soit 51 ans jour pour jour après le référendum déterminant le nom du stade, un meeting politique organisé par le Forum de forces vives de Guinée tourne au bain de sang : des centaines de personnes sont tuées par des membres de l'armée. Les femmes sont spécifiquement prises pour cibles par les soldats guinéens qui commettent de nombreux viols et d'autres violences sexuelles . D'après l'ONG, Human Rights Watch, les forces de sécurité sont impliquées dans le viol d’une centaine de femmes participant à cette manifestation pacifique. 